# فرانچسکو سرافینی
فرانچسکو سرافینی (انگلیسی: Francesco Serafini؛ زادهٔ ۳۱ مارس ۱۹۹۰) بازیکن فوتبال اهل ایتالیا است.